# Sean McElroy
Sean McElroy, né le 27 février 1999 à Palmdale (Californie), est un coureur cycliste américain.

## Biographie
Sean McElroy commence le vélo à trois ans et participe à ses premières courses cyclistes à sept ans. Dans les catégories de jeunes, il obtient huit titres de champion national sur route et en BMX.
En 2016 et 2017, il participe à Paris-Roubaix juniors avec la sélection nationale américaine. Il rejoint ensuite le Los Angeles Bicycle Club en 2018, pour ses débuts espoirs (moins de 23 ans). L'année suivante, il s'illustre dans des courses locales en obtenant de nombreuses victoires. Il poursuit sa carrière en 2020 au sein de l'équipe continentale Aevolo, qui développe de jeunes coureurs. 
En juin 2021, il devient champion des États-Unis sur route espoirs,. Il rejoint ensuite la formation L39ION of Los Angeles en 2022. Il quitte cependant l'effectif dès le mois de juin. 

## Palmarès
- 2017
  - Thompson Cycling Grand Prix
- 2019
  - Tour de Murrieta :
    - Classement général
    - 1re étape

  - Lake Hughes Circuit Race
  - Barry Wolfe Grand Prix
  - San Rafael Sunset Criterium
  - 2e de la Clarendon Cup
  - 2e de la Harlem Skyscraper Classic
- 2021
  -  Champion des États-Unis sur route espoirs
- 2022
  - 3e du Tour de Murrieta